# Cratere Leslie
Leslie  è un cratere sulla superficie di Venere.